# Oleksandra Tymoschenko

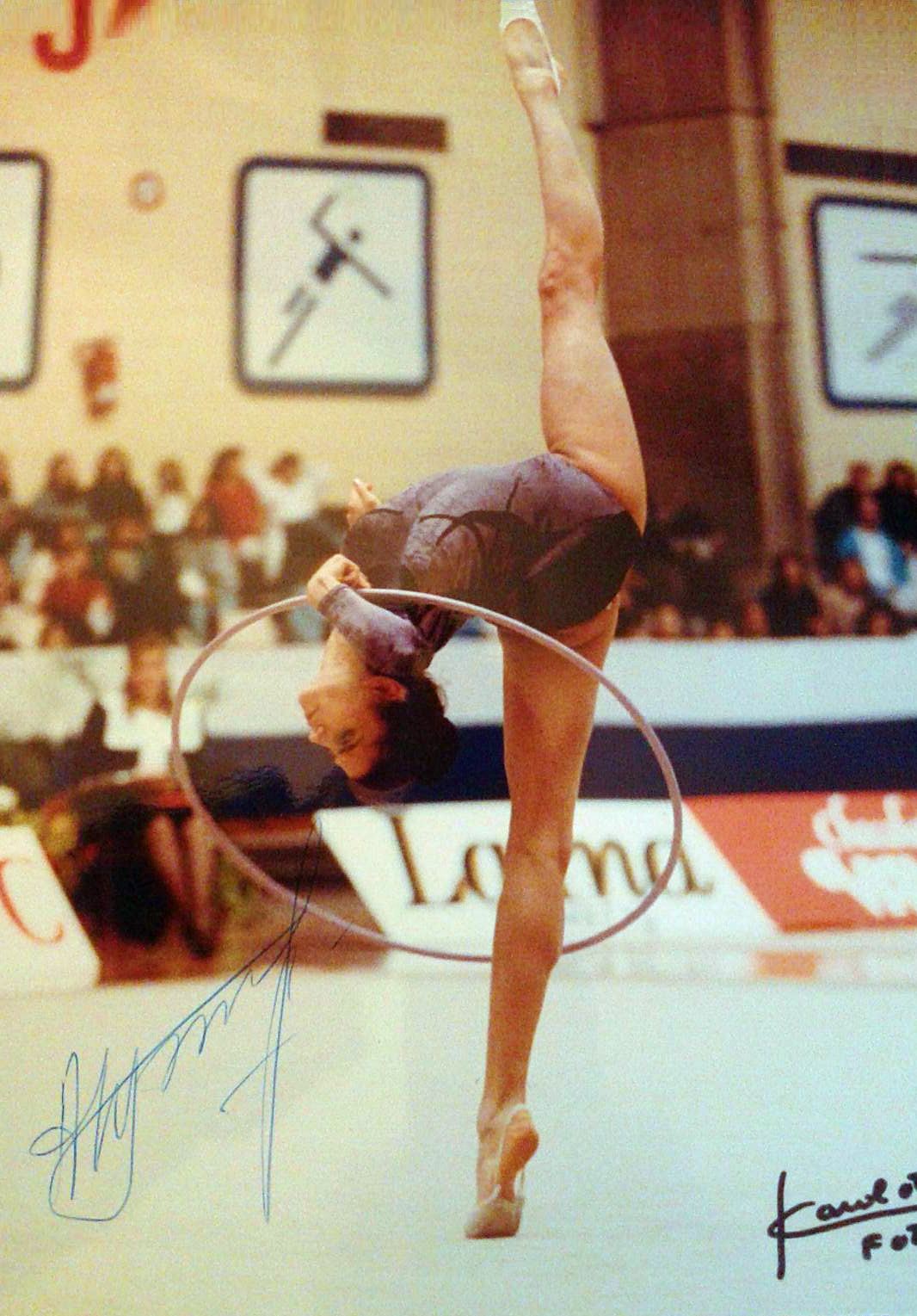
Timoschenko (1992)

Oleksandra Oleksandriwna Tymoschenko (ukrainisch Олександра Олександрівна Тимошенко; auch Alexandra Alexandrowna Timoschenko, russisch Александра Александровна Тимошенко; * 18. Februar 1972 in Bohuslaw, Sowjetunion) ist eine ehemalige sowjetische bzw. ukrainische Turnerin.

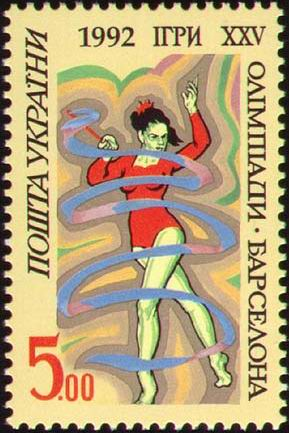
Ukrainische Briefmarke (1992)

## Erfolge
Bei den Olympischen Sommerspielen 1988 in Seoul startete sie für die Sowjetunion und gewann die Bronzemedaille in der Rhythmischen Sportgymnastik.
Nach dem Zerfall der Sowjetunion startete sie bei den Olympischen Spielen 1992 in Barcelona für das Vereinte Team und gewann die Goldmedaille.